# 키시 벌라주
키시 벌라주(헝가리어: Kiss Balázs, 1972년 3월 21일 ~ )는 전 헝가리의 해머던지기 선수이다. 1996년 애틀랜타 올림픽 금메달리스트이며 2개의 세계 육상 선수권 대회에서 4위를 하였다. 그의 개인 전력은 83.00m였다.

## 어린 시절
베스프렘에서 태어난 키시는 주니어 육상 선수로서 1991년 유럽 주니어 선수권 대회에서 68.40m를 던져 동메달을 땄다. 같은 해 그는 70.66m를 던졌다.
그리과서 미국에서 학생으로 등록한 그는 1993년 국내 대학 육상 협회 구획 1부의 실외 육상 선수권에서 75.24m를 던져 우승하고 이후에 연속적으로 3개의 타이틀을 더 우승하였다. 1995년과 1996년에는 각각 79.62m와 80.86m의 선수권 신기록을 세웠다. 그는 서던캘리포니아 대학교를 대표하여 1994년 26년 안에 미국 대학 육상 선수 처음으로 NCAA 육상 선수권을 연속적으로 우승한 선수가 되었다.

## 국제 경력
1994년 유럽 선수권 대회에서 12위를 한 키시는 1995년 80m 장벽을 처음으로 깼으며 자신의 시즌 최고 기록이 8월 베스프렘에서 성과를 거둔 82.56m였다. 같은 해 세계 육상 선수권 대회에서는 4위를 하였다. 동료 선수 게체크 티보르가 획득한 동메달의 거의 2m나 짧았다. 그해 하계 유니버시아드에서 금메달을 획득하였다.
1996년 81.24m를 던져 올림픽 금메달을 획득하였다. 또한 그랑프리 결승전에서 4위를 하기도 하였다. 자신의 시즌 최고 기록은 7월 니스에서 성과를 거둔 81.76m였다. 1997년 세계 육상 선수권 대회에서 다시 4위를 한 키시는 같은 해 하계 유니버시아드 타이틀을 유지하였다. 7월에 베스프렘에서 던진 82.90m는 개인 신기록이었다. 1998년 6월에 아레바 대회에서 83.00m를 던졌는 데 이것은 그의 일생 최고 상연이었을 것이다. 같은 해 유럽 선수권에서는 다시 게체크 티보르에 밀려 2위를 하였다.
1999년과 2001년 세계 육상 선수권 대회에 나간 그는 각각의 대회에서 결승전 진출 실패와 6위를 하였다. 2002년에 유럽 선수권 4위와 그랑프리 3위를 하였다. 1999년과 2002년 사이에 그의 최고 기록은 2001년 7월 콧부스에서 성과를 거둔 81.36m였다. 그는 3회의 국내 우승자(1995, 1998, 2000)가 되었다.
2004년 7월 은퇴를 선언하였다.